# Körner (Thuringe)
Pour les articles homonymes, voir Körner.
Körner est une commune rurale allemande située dans le land de Thuringe.

## Géographie
La commune est composée des trois villages de Körner (chef-lieu), Volkenroda et Österkörner.

## Histoire
L'histoire de la commune est liée en particulier à celle du monastère de Volkenroda fondé en 1131 dans le hameau du même nom.